# Iynefer I.
Iynefer I. byl egyptský princ ze 4. dynastie, syn faraona Snofrua. Měl tedy mnoho sourozenců, například bratra Chufua a sestru Nefertkau I. Má stejné jméno jako jeho synovec Iynefer II.
Iyneferova I. hrobka se nachází v Dahšúru. Její části se nyní nacházejí v Egyptském muzeu v Káhiře.